# Chaetogonopteron wuhuaense
Chaetogonopteron wuhuaense är en tvåvingeart som beskrevs av Wang, Yang och Patrick Grootaert 2005. Chaetogonopteron wuhuaense ingår i släktet Chaetogonopteron och familjen styltflugor. Inga underarter finns listade i Catalogue of Life.